# Antonio Saccone (critico letterario)
Antonio Saccone (Caserta, 13 marzo 1949) è un critico letterario italiano.

## Biografia
Allievo e collaboratore di Giancarlo Mazzacurati, è professore ordinario di Letteratura italiana moderna e contemporanea presso l'Università degli studi di Napoli Federico II. È stato visiting professor presso la Università di Yale. Ha tenuto lezioni e conferenze in molte università italiane, europee e nordamericane. Ha tenuto corsi per l'agrégation nella Sorbonne Université Paris IV, nell'Università di Nizza Sophia Antipolis.
È autore di numerosi studi dedicati alla tradizione della modernità letteraria italiana ed europea dell’Otto e del Novecento.  È socio ordinario dell'Accademia di Archeologia, Lettere e Belle Arti di Napoli. Collabora alla pagina culturale del quotidiano Il Mattino.  Dirige la collana “Letterature” dell’editore Liguori. È membro del comitato direttivo di molte riviste letterarie. È membro onorario della Modlet (Società italiana  per lo studio della modernità letteraria), di cui è stato uno dei soci fondatori.
Gli è stato dedicato da colleghi del Dipartimento di Studi Umanistici dell'università degli Studi di Napoli Federico II il volume «E subito riprende / il viaggio», Per Antonio Saccone, curato dagli allievi Silvia Acocella, Francesco de Cristofaro, Virginia di Martino, Giovanni Maffei, Avellino, Edizioni di Sinestesie, 2020. 

## Pubblicazioni principali
- Massimo Bontempelli. Il mito del ’900, Napoli, Liguori, 1979.
- Marinetti e il futurismo, Napoli, Liguori, 1984.
- L'occhio narrante. Tre studi sul primo Palazzeschi, Napoli, Liguori, 1987.
- Carlo Dossi. La scrittura del margine, Napoli, Liguori, 1995.
- Futurismo, Roma, Marzorati-Editalia, 2000.
- «La trincea avanzata» e «La città dei conquistatori». Futurismo e modernità , Napoli, Liguori, 2000.
- «Qui vive / sepolto / un poeta». Pirandello Palazzeschi Ungaretti Marinetti e altri, Napoli, Liguori, 2008.
- Ungaretti, Roma, Salerno, 2012.
- «Secolo che ci squarti…secolo che ci incanti». Studi sulla tradizione del moderno, Roma, Salerno Editrice, 2019

| Controllo di autorità | VIAF (EN) 115301879 · ISNI (EN) 0000 0001 1455 5232 · SBN CFIV051831 · LCCN (EN) n79111918 · GND (DE) 14356255X · BNF (FR) cb12058846x (data) |